# Фараон (фильм)
«Фарао́н» (пол. Faraon) — художественный фильм в жанре исторической драмы, поставленный польским режиссёром Ежи Кавалеровичем по одноимённому роману Болеслава Пруса.

## Сюжет
О борьбе за власть между фараоном Рамсесом XIII и жреческой кастой, возглавляемой Херихором.
В фильме рассказывается о жизни фараона Рамсеса XIII, бесстрашного воина и пылкого влюблённого. Фараоны уже не являются всесильными правителями, казна пуста. Любовь молодого фараона к двум женщинам не приносит ему счастья. Его сын, рождённый от еврейки Сары, не может наследовать трон, жрица Кама лишена права на плотскую любовь. Но главная его страсть — это ненависть к всемогущим жрецам, фактическим правителям Египта, собравшим огромные богатства. Самый могущественный из них — Верховный жрец Херихор. Но смерть ждёт всех, кто пойдёт против жрецов.

## В ролях
- Ежи Зельник — Рамсес XIII, грек Ликон (советский дубляж — Александр Белявский)
- Веслава Мазуркевич — Никотрис (советский дубляж — Нина Никитина)
- Барбара Брыльска — Кама (советский дубляж — Наталья Фатеева)
- Кристина Миколаевска — Сара (советский дубляж — Марина Стриженова)
- Пётр Павловский — Херихор (советский дубляж — Алексей Алексеев)
- Лешек Хердеген — Пентуэр (советский дубляж — Константин Тыртов)
- Станислав Мильский — Мефрес (советский дубляж — Павел Винник)
- Мечислав Войт — Самонту
- Анджей Гиртлер — Рамсес XII (советский дубляж — Сергей Курилов)
- Эмир Бучацкий — Тутмос (советский дубляж — Владимир Ферапонтов)
- Казимеж Опалиньский — Бэроэс (советский дубляж — Михаил Глузский)
- Эва Кшижевская — Хеброн (советский дубляж — Мария Кремнёва)
- Леонард Анджеевский — Техенна
- Ежи Блёк — удавившийся раб (советский дубляж — Сергей Курилов)

## Производство
Производство началось в 1962 году и заняло три года.
Фильм снимался в Египте, СССР (пустыня Кызылкум УзССР) и Польше (Блендовская пустыня). В сценах военных манёвров войск фараона в качестве статистов играли военнослужащие Советской армии. Река Нил была изображена польским озером Кирсайты в Мазурах.

## Награды и номинации
В 1966 году режиссёр Ежи Кавалерович был награждён за фильм «Фараон» Государственной премией.
Фильм вошёл в конкурсную программу Каннского кинофестиваля 1966 года, а в 1967 году номинировался на премию «Оскар» в категории «Лучший фильм на иностранном языке».